# Bandeira da Costa Rica
A bandeira nacional da Costa Rica foi baseada numa bandeira criada em 1848, e consiste de duas listras azuis, duas listras brancas e uma listra vemelha ao centro, com duas vezes a altura. A bandeira civil do país não contêm o brasão de armas, ao contrário da bandeira estatal.
Foi oficialmente adotada a 29 de Setembro de 1848, com as únicas modificações sendo ás estilização do brasão de armas e a sua localização. A bandeira estatal também mudou de acordo com as mudanças do brasão em 1906, 1964, e 1998.

## Cores
| Esquema de cor | Azul               | Vermelho         | Branco        |
| -------------- | ------------------ | ---------------- | ------------- |
| RGB            | 0,20,137           | 218,41,28        | 255,255,255   |
| Hex            | #001489            | #DA291C          | #FFFFFF       |
| CMYK           | 100 - 85 - 00 - 46 | 0 - 81 - 87 - 15 | 0 - 0 - 0 - 0 |
| Pantone        | Reflex Blue C      | 485 C            | Process White |

## Simbologia
As cores da bandeira partilham os ideais da Revolução Francesa de 1848, sendo eles liberdade, igualdade, e fraternidade, sendo também baseadas nas cores da bandeira nacional da França. Cada cor representa aspetos importantes da Costa Rica: Azul: o céu, as oportunidades ao alcance, o pensamento intelectual, a perseverança para atingir um objetivo, o infinito, a eternidade e os ideais dos desejos religiosos e espirituais. O branco significa o pensamento claro, a felicidade, a sabedoria, o poder e a beleza do céu, a força motriz das iniciativas para a prossecução de novos projetos e a paz da Costa Rica. O vermelho representa o calor dos costa-riquenhos, o seu amor pela vida, o seu sangue derramado pela liberdade e a sua atitude generosa.

## Variante com brasão
Bandeira da Costa Rica consagrada pela ampla utilização civil.

Bandeira estatal da Costa Rica.

## Bandeiras históricas
- Setembro 1821 – 6 de junho de 1823
- 6 de junho 1824 - 4 de março de 1824
- 4 de março – 2 de novembro 1824 (como parte da República Federal da América Central)
- 2 - 22 de novembro de 1824 (como parte da República Federal da América Central)
- 22 de novembro de 1824 – 15 de novembro de 1840 (como parte da República Federal da América Central)
- 21 de abril de 1840 - 20 de abril de 1842
- Setembro de 1842 – 12 de novembro de 1848
- 12 de novembro de 1848 - 27 de novembro de 1906
- 27 de novembro 1906 - 22 de outubro de 1964
- 21 de Outubro de 1964 - 5 de maio de 1998